# 短吻吻鳗
短吻吻鳗（学名：Rhynchoconger brevirostris）为辐鳍鱼纲鳗鲡目糯鳗科吻鳗属的鱼类。该物种分布于台湾岛等。
它体长可达36公分，在280至440公尺深之海域生活。